# Viimsi
Viimsi (tyska: Wiems) är en småköping (estniska: alevik) i norra Estland. Den utgör centralort i Viimsi kommun i landskapet Harjumaa. Antalet invånare var 2341 år 2011.
Viimsi ligger på halvön Viimsi poolsaar och vid Tallinnbuktens östra strand. Den ligger cirka 8 kilometer nordost om centrala Tallinn och omedelbart söder om småköpingen Haabneeme.
Herrgården i Viimsi uppfördes av Birgitaklostret i Pirita omkring 1470. Efter stora nordiska kriget var herrgården i bland annat familjerna Stenbock, von Buxhoeveden, Maydell och Schottländers ägo. I samband med Estlands frigörelse konfiskerades herrgården 1919 och gavs till landets överbefälhavare Johan Laidoner som innehade den fram till 1940 då Röda armén tog över. Sedan 2001 är herrgården ett krigsmuseum. 